# Tardona
Tardona là một thị trấn thuộc hạt Borsod-Abaúj-Zemplén, Hungary. Thị trấn này có diện tích 12,23 km², dân số năm 2010 là 1035 người, mật độ 85 người/km².